# Брахма

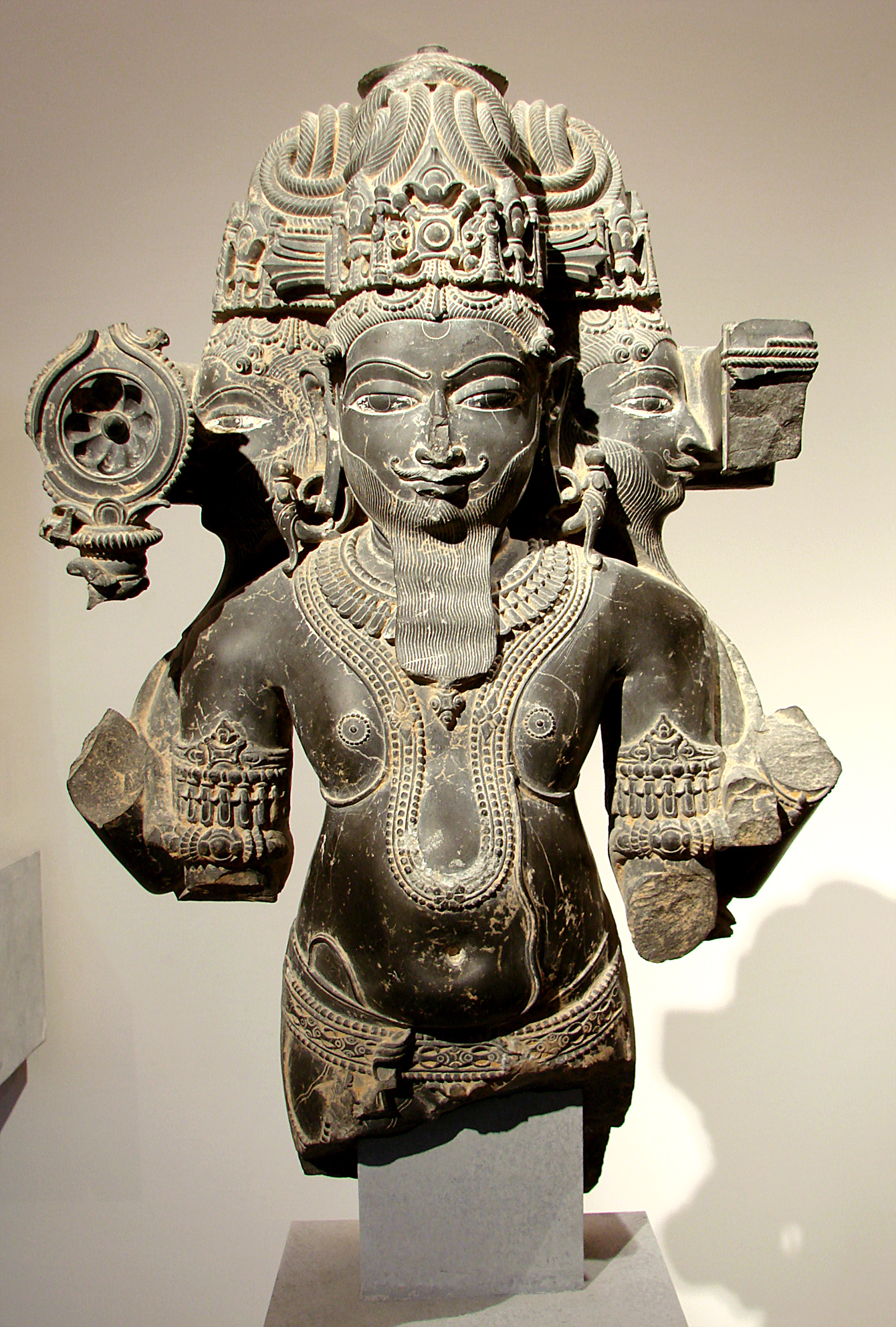
Скульптура Брахмы в музее Гиме, Франция

Бра́хма (санскр. ब्रह्मा, IAST: Brahmā, устар. Бра́ма) — бог творения в индуизме. Наряду с Вишну и Шивой является одним из богов Тримурти. Супруга Брахмы — богиня знания и учёности Сарасвати. Брахму часто отождествляют с ведийским божеством Праджапати.

## Происхождение имени
Происхождение термина «Брахма» неясно, отчасти потому, что в ведической литературе встречается несколько родственных слов, таких как Брахман для «Абсолютной Реальности» и брахман (брамин) как сословие в средневековом индийском обществе. Различие между духовной концепцией Брахмана и божеством Брахмы заключается в том, что первое является бесполым абстрактным метафизическим понятием в индуизме, а второе является одним из многих мужских богов в индуистской традиции.
Духовная концепция Брахмана довольно старая, и некоторые ученые предполагают, что божество (дэв) Брахма, возможно, возникло как олицетворение и видимая икона безличного универсального принципа Брахмана. О существовании отдельного божества по имени Брахма свидетельствуют поздние ведические тексты.
По одной из версий, слово «Брахма» восходит к праиндоарийскому *bʰŕ̥źʰma, далее к праиндоиранскому *bʰŕ̥ȷ́ʰma и праиндоевропейскому корню *bʰerǵʰ-, значащему «расти, увеличиваться, подниматься».
Грамматически именная основа «brahma-» имеет две различные формы: существительное среднего рода bráhman, форма именительного падежа единственного числа которого — brahma (санскр. ब्रह्म); и существительное мужского рода brahman, форма именительного падежа единственного числа которого — brahmā (ब्रह्मा). Первая, средняя форма, имеет обобщенное и абстрактное значение, а вторая, мужская форма, используется как собственное имя божества Брахмы.

## Происхождение и роль

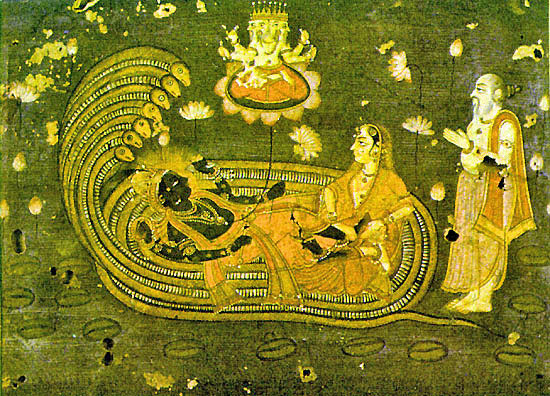
Вишну и Лакшми возлежат на божественном зме́е Ананта-шеша, в то время как Брахма рождается из цветка лотоса, выросшего из пупа Вишну.

В «Махабхарате»(1.1.20) Брахма называется «раскрывшимся и нераскрывшимся, несуществующим и существующим, тем, который есть вся вселенная, который отличен от существующего и несуществующего; создателем высшего и низшего, древним и высочайшим, неиссякаемым и благосклонным, который сам — благосклонность» и отождествляется с Ишаной (Шивой) и Вишну.
Согласно «Шримад Бхагаватам» (3.8.14 — 16) Брахма является саморождённым, не имеющим матери, рождённым из цветка лотоса (санскр. — падма), выросшего из пупа Вишну в самом начале процесса сотворения материальной вселенной. По этой причине Брахма также известен под именем «Набхиджа» — санскр. «рождённый из пупа».
Согласно пуранической легенде, Брахма родился в воде, в которую Вишну вложил своё семя, позднее превратившееся в золотое яйцо, своего рода космический зародыш. Из этого золотого яйца, Брахма был рождён как Хираньягарбха. Оставшиеся компоненты этого золотого яйца расширились и превратились во Вселенную. Так как Брахма был рождён в воде, его также называют Канджа (санскр. — «рождённый в воде»). Также говорится, что Брахма является сыном Верховного Существа Брахмана, и женской энергии, известной как Пракрити (санскр. — материя) или Майя (иллюзия и др. значения).
Вскоре после сотворения вселенной Брахма создал одиннадцать Праджапати (санскр. — Прародители), которые считаются прародителями человечества. В «Ману-смрити» они перечисляются по именам: Маричи, Атри, Ангирас, Пуластья, Пулаха, Крату, Васиштха, Прачета или Дакша, Бхригу и Нарада.
Также говорится, что Брахма сотворил семь великих мудрецов (санскр. — Саптариши), которые оказали ему помощь в сотворении Вселенной. Все семеро мудрецов были рождены из ума Брахмы, а не из его тела. Поэтому их называют манаса-путра, или «сыновьями, рождёнными из ума». Брахма считается отцом дэвов (богов) Дхармы и Атри.
Согласно «Брахма-пуране» и другим Пуранам, в индуистской космологии Брахма рассматривается как творец Вселенной, но не как Бог (Брахман). Напротив, считается что он был сотворён Богом (в его личностном аспекте Бхагавана, или в безличном аспекте Брахмана). Описывается, что продолжительность жизни Брахмы составляет «100 лет Брахмы», которые равны 311 040 000 000 000 земных лет. После того как жизнь Брахмы подходит к концу, наступает перерыв, также продолжающийся также 100 лет Брахмы. После этого другой Брахма-творец заново начинает процесс творения. Этот цикл продолжается бесконечно.
По индийскому преданию, нашедшему своё отражение в таком тексте как «Гопатха-брахмана», верховный бог Брахма, после создания воды из своего пота, создал землю — из своей ноги, воздух — из своего чрева, небо — из своего черепа. Затем он создал трёх богов: Агни (огонь) для земли, Ваю (ветер) для воздуха и Адитья (Солнце) для неба. Наконец, он создал три Веды: «Ригведа» происходит от Агни, «Яджурведа» от Ваю, «Самаведа» от Адитья.

## Внешний вид и атрибуты

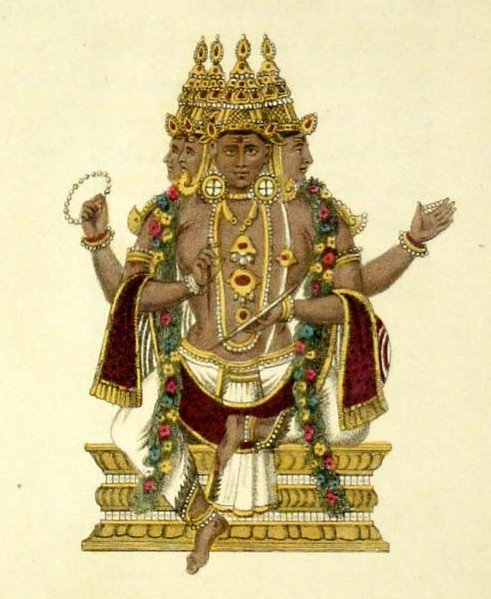
Гравюра с изображением Брахмы.

Описывается, что цвет кожи Брахмы красноватый и одет он в красные одежды.
Брахма имеет четыре головы, четыре лика и четыре руки. Говорится, что каждая из его четырёх голов непрерывно декламирует одну из четырёх Вед. Брахму часто изображают с белой бородой (в особенности в Северной Индии), что символизирует практически вечную природу его существования.
В отличие от большинства других индуистских божеств, Брахма не держит в своих руках какого-либо оружия. В одной из рук он держит скипетр в форме черпака или большой ложки, что ассоциируется с пролитием гхи (топлёного масла) на священный огонь ведийских жертвоприношений (санскр. — яджна) и символизирует то, что Брахма является их повелителем. В другой из рук он держит камандалу — сосуд с водой, сделанный из металла или даже из скорлупы кокосового ореха. Вода в этом сосуде символизирует изначальный, всё вбирающий в себя эфир, из которого проявились первые элементы творения. Ещё в одной руке Брахма держит молитвенные чётки, называемые акшамала, которые он использует для подсчёта вселенского времени. В своей четвёртой руке Брахма, как правило, держит книги Вед, но иногда — цветок лотоса.
- Четыре руки — четыре руки Брахмы олицетворяют четыре стороны света: восток, юг, запад и север.

Задняя правая рука представляет ум, задняя левая рука представляет разум, передняя правая рука — эго, а передняя левая рука — самоуверенность.
- Чётки — символизируют различные материальные субстанции, использованные в процессе сотворения Вселенной.
- Книга — книга Вед в одной из рук Брахмы символизирует знание.
- Золото — ассоциируется с деятельностью; золотой лик Брахмы указывает на то, что он активно вовлечён в процесс сотворения Вселенной.
- Лебедь — символизирует милость и способность различать плохое от хорошего. Брахма использует лебедя Хамса как своё средство передвижения, вахану.
- Корона — корона Брахмы символизирует его верховную власть во Вселенной.
- Лотос — цветок лотоса символизирует природу и сущность всех вещей и живых существ во Вселенной.
- Борода — чёрная или седая борода Брахмы указывает на мудрость и олицетворяет вечный процесс сотворения.
- Четыре лика — четыре лика, головы и руки олицетворяют четыре Веды: Риг, Саму, Яджур и Атхарву.

Средством передвижения или ваханой Брахмы, является божественный лебедь. Лебедь пользуется уважением в индийской культуре из-за его особого качества, называемого «нира-кшира-вивека», или способности (как утверждает индийская традиция) отделять молоко из смеси молока и воды. Лебедь олицетворяет то, что все живые существа во Вселенной заслуживают справедливости, в каком бы положении они ни оказались. Также эта способность лебедя указывает на то, что индивид должен быть способен отделять хорошее от плохого, принимая то, что имеет духовную ценность, и отвергая то, что её не имеет.

## Легенды

### Ведическая литература
Одно из самых ранних упоминаний Брахмы с Вишну и Шивой находится в пятой прапатхаке (уроке) «Майтраяния-упанишады», вероятно, составленной примерно в конце первого тысячелетия до нашей эры. Брахма сначала обсуждается в стихах 5,1, также называемых «Гимном Кутсаяна», а затем разъясняется в стихах 5,2.
В пантеистическом «Гимне Кутсаяна» утверждается, что Душа человека есть Брахман, и это Высшая Реальность, Вселенский Бог, который находится внутри каждого живого существа. Он приравнивает атман (душу, эго) внутри к Брахме и различным альтернативным проявлениям Брахмана следующим образом: «Ты есть Брахма, ты есть Вишну, ты Рудра (Шива), ты Агни, Варуна, Ваю, Индра, ты всё искусство.»
В стихе (5,2) Брахма, Вишну и Шива отображены в виде гун, то есть качеств, психики и врожденных склонностей, описанных в тексте. Утверждается, что их можно найти во всех живых существах. В этой главе Майтри-упанишады утверждается, что вселенная возникла из тьмы (тамаса) сначала как страсть, характеризуемая врожденным качеством (раджас), которое затем очистилось и дифференцировалось в чистоту и благость (саттва) Из этих трёх качеств раджас соотносится с Брахмой.
В то время как «Майтри-упанишада» сопоставляет Брахму с одним из элементов теории гуны индуизма, текст не изображает его одним из трёхфункциональных элементов индуистской филофии о Тримурти, которая присутствует в более поздней пуранической литературе.

### Пураны и эпос
В постведический период Брахма был выдающимся божеством, и его культ существовал во II—VI веках нашей эры.
Ранние тексты, такие как «Брахмананда-пурана», описывают, что изначально не было ничего, кроме вечного океана. Из него появилось золотое яйцо, называемое «Хираньягарбха» (санскр. — «золотой зародыш»). Яйцо раскрылось, и Брахма, сотворивший себя в нём, появился, получив имя Сваямбху, («Самопорождённый», санскр.). Затем он создал Вселенную, Землю и многое другое. Он также создал людей, чтобы они населили мир и жили за счёт его творения.
Однако к VII веку н. э. культ Брахмы утратил своё значение. В пуранических легендах даже присутствуют различные объяснения угасанию культа. На этот счёт есть две версии. Самая известная содержится в «Шива-пуране», где Брахма и Вишну спорили, кто из них старше. И вдруг они слышат голос и увидели огромный, подобный молнии столп. Голос попросил их найти конец столба, и тот, кто сможет найти его, будет старшим. Вишну пошёл вниз, а Брахма пошёл вверх. Вишну вернулся и признал своё поражение, и то, что он не смог найти конец. Однако Брахма вернулся и солгал, что нашёл вершину. Этим столпом был Шива-лингам, а голос принадлежал Шиве, и ложь Брахмы привела Шиву в ярость. Разгневанный Шива проклял Брахму, что ему больше никогда не будут поклоняться на земле.
Историки же считают, что причиной угасания культа Брахмы стал подъём шиваизма и вайшнавизма, замена его Шакти в традиции смарта и частые идеологические атаки со стороны буддистов, джайнов и даже вайшнавов и шиваитов.

## Культ Брахмы

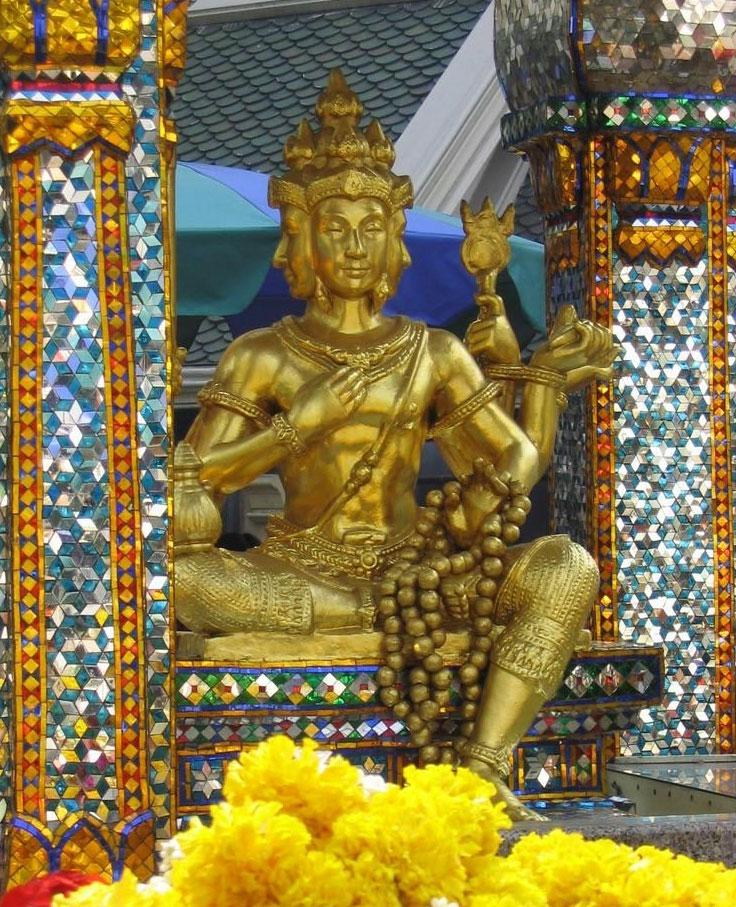
Статуя четырёхликого Брахмы, Таиланд, Святилище Эраван

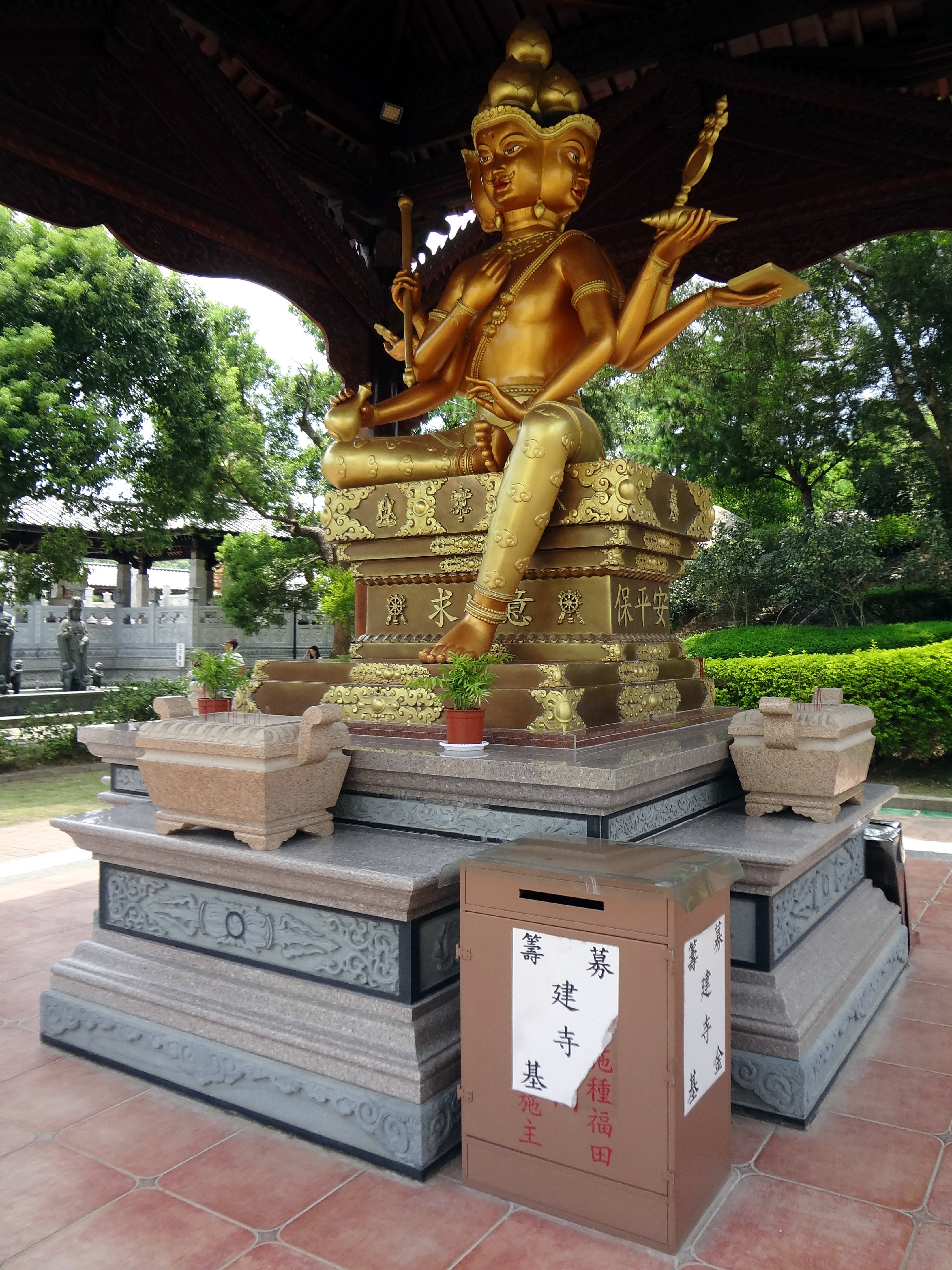
Алтарь Брахмы в Китае

Хотя Брахма является одним из трёх божеств Тримурти, его культ очень мало распространён в современной Индии.
В Индии существует всего несколько посвящённых Брахме храмов, тогда как храмов двух других божеств Тримурти, Вишну и Шивы, существует несколько десятков тысяч. В писаниях индуизма приводятся различные истории о том, как в результате проклятий, полученных Брахмой, поклонение ему на Земле было крайне ограничено. Согласно истории, описанной в «Шива-пуране», на заре творения Вишну и Брахма взяли на себя миссию обнаружить начало и конец гигантского шива-лингама. Вишну занялся поисками его начала, а Брахма — конца. Приняв облик вепря, Вишну принялся копать землю, в то время как Брахма в облике лебедя полетел вверх. Будучи не в состоянии обнаружить конец лингама, Вишну вернулся и поклонился Шиве как персонификации Брахмана. Брахма, однако, не оставил так легко свои попытки. Поднимаясь всё выше и выше в своём полёте, он увидел любимый цветок Шивы кетаки. Брахма попросил цветок ложно засвидетельствовать то, что он смог обнаружить конец шива-лингама. Когда вести об этом дошли до Шивы, обман Брахмы привёл его в великий гнев. В результате Шива проклял Брахму, объявив, что отныне никто в трёх мирах не будет поклоняться ему.
Согласно другой легенде, Брахме не поклоняются из-за проклятия великого мудреца Бхригу. Однажды Бхригу проводил на земле огромное ведийское жертвоприношение. Было решено, что председательствующим божеством на яджне будет величайший из богов. Бхригу взялся найти величайшего из Тримурти. Когда он пришёл к Брахме, тот был настолько поглощён музыкой, которую играла его супруга Сарасвати, что даже не услышал зов прибывшего на аудиенцию мудреца. Разгневанный риши проклял Брахму, объявив что отныне никто на земле не будет призывать имя Брахмы или поклоняться ему.
Хотя молитвы Брахме являются частью практически всех индуистских ритуалов, существует очень мало посвящённых ему храмов. Самым значимым и священным принято считать храм Брахмы в Пушкаре, Раджастхан. Каждый год, в полнолуние лунного месяца Картика (октябрь — ноябрь), там проводится крупный религиозный фестиваль в честь Брахмы. Тысячи паломников приходят в этот день, чтобы принять омовение в прилегающем к храму священном озере Пушкар.
Храмы Брахмы также существуют в Тирунаваю, штат Керала; в городе Кумбаконам (округ Танджавур в штате Тамил-Наду); в деревне Нерур (талука Кудал округа Синдхудург, штат Махараштра); в деревне Асотра в талуке Балотра округа Балмер в Раджастхане (известен как Кхетешвар Брахмадхам Тиртха; в деревне Брахма-Кармали, талука Саттари в Гоа; в местечке Кхедбрахма в Гуджарате; в деревне Кхокхан в долине Куллу, в 4 км от Бхунтара. В храме в Тирунавае Брахме регулярно проводятся пуджи (богослужение), а во время Навратри — пышные фестивали.
Ещё один храм Брахмы расположен в местечке Тирупаттур, недалеко от города Тиручирапалли в штате Тамил-Наду. На территории этого храма также расположено самадхи мудреца Вьякрапатхи.
Известное мурти Брахмы расположено в деревне Мангалведха, что в 52-х км от города Солапура в штате Махараштра. Храм Брахмы также существует в городке Калахасти, что неподалёку от Тирупати в штате Андхра-Прадеш.
Поклонение Брахме распространено в Таиланде, где считается, что он приносит благополучие и процветание. В городах Таиланда часто встречаются небольшие святилища, посвященные Брахме, самым известным из которых является Святилище Эраван, являющееся одной из известных достопримечательностей столицы Таиланда. Некоторое количество святилищ, посвященных Брахме существует и в Китае, куда поклонение Брахме распространилось из Таиланда, в связи с чем большинство китайских святилищ, посвященных Брахме, выполнены по тайским канонам, а также в других странах Восточной и Юго-Восточной Азии.

## Брахма в литературе
В 1856—1857 годах Ральф Уолдо Эмерсон написал поэму, озаглавленную «Брахма».
О Брахме (Браме) писал и русский поэт Константин Бальмонт:
Я знаю, что Брама умнее, чем все бесконечно-имянные боги.
Но Брама — Индиец, а я — Славянин. Совпадают ли наши дороги?